# PEC Zwolle in het seizoen 2023/24 (mannen)
Het seizoen 2023/2024 was het 113e jaar in het bestaan van de Zwolse voetbalclub PEC Zwolle. De club kwam, na de promotie vorig seizoen, uit in de Eredivisie en eindigde op een 13e plaats. Ook nam het deel aan het toernooi om de KNVB beker, hierin werd in de eerste ronde met 1–0 verloren van AFC.

## Wedstrijdstatistieken

### Oefenwedstrijden
|                                                             | Oefenwedstrijd                                              | VV Berkum                                                      | 1 – 3 (0 – 2)    | PEC Zwolle                                                   | Opstelling PEC Zwolle: |
| 7 juli 2023 Plaats: Zwolle Sportpark De Vegtlust            | 7 juli 2023 Plaats: Zwolle Sportpark De Vegtlust            | Giorney Rojer 46'                                              | Wedstrijdverslag | 24', 28' Mohamed Oukhattou 90+1' Denzel Kuijpers             | Opstelling eerste helft: Verduin, Huiberts, Thy, Vellios, Fontana, Chirino, Reijnders, Zitman, Dedes, Van der Haar, Oukhattou Opstelling tweede helft: Verduin, Görlich, Van den Berg, Tutuarima, Caschili, Kaparos, Fichtinger, Campagne, Kuijpers, Meijer, Gangstad                                                       |
|                                                             | Oefenwedstrijd                                              | Feyenoord                                                      | 3 – 1 (2 – 0)    | PEC Zwolle                                                   | Opstelling PEC Zwolle: |
| 8 juli 2023 Plaats: Rotterdam Varkenoord                    | 8 juli 2023 Plaats: Rotterdam Varkenoord                    | Danilo 31' Ezequiel Bullaude 39' Yankuba Minteh 79' (pen.)     | Wedstrijdverslag | 60' Apostolos Vellios                                        | Opstelling eerste helft: Vermeer, Van Polen, Huiberts, Thy, Van den Berg, Kersten, Caschili, Chirino, Reijnders, Van der Haar, Fichtinger Opstelling tweede helft: Hauptmeijer, Görlich, Van Hintum, Huiberts ( 63' Kaparos), Vellios, Kersten ( 63' Chirino), Fontana, Reijnders ( 63' Kuijpers), Zitman, Dedes, Oukhattou |
|                                                             | Oefenwedstrijd                                              | PEC Zwolle                                                     | 3 – 1 (0 – 0)    | KVC Westerlo                                                 | Opstelling PEC Zwolle: |
| 11 juli 2023 Plaats: Wijthmen Sportpark De Elshof           | 11 juli 2023 Plaats: Wijthmen Sportpark De Elshof           | Damian van der Haar 56' Luis Görlich 62' Apostolos Vellios 88' | Wedstrijdverslag | 50' Griffin Yow                                              | Vermeer ( 64' Verduin), Van Polen ( 60' Oukhattou), Huiberts, Thy ( 60' Vellios), Van den Berg ( 60' Zitman), Kersten, Fontana ( 60' Velanas), Chirino ( 60' Van Hintum), Reijnders ( 60' Görlich), Thomas ( 46' Fichtinger), Van der Haar ( 60' Caschili).                                                                 |
|                                                             | Oefenwedstrijd                                              | Sparta Rotterdam                                               | 3 – 1 (3 – 0)    | PEC Zwolle                                                   | Opstelling PEC Zwolle: |
| 14 juli 2023 Plaats: Delden Sportpark de Mors               | 14 juli 2023 Plaats: Delden Sportpark de Mors               | Vito van Crooij 6' Koki Saito 33' Arno Verschueren 47'         | Wedstrijdverslag | 37' (pen.) Lennart Thy 103' Apostolos Vellios                | Opstelling eerste helft: Schendelaar, Chirino, Kersten, Van Polen, Van Hintum, Van den Berg, Huiberts, El Azzouzi, Velanas, Huiberts, Thy Opstelling tweede helft: Hauptmeijer; Görlich, Zitman, Van der Haar, Dedes, Caschili, Fichtinger, Fontana, Oukhattou, Vellios, Kuijpers                                           |
|                                                             | Oefenwedstrijd                                              | PEC Zwolle                                                     | 2 – 3 (1 – 3)    | FC Twente                                                    | Opstelling PEC Zwolle: |
| 19 juli 2023 Plaats: Hattem Sportpark 't Achterveen         | 19 juli 2023 Plaats: Hattem Sportpark 't Achterveen         | Davy van den Berg 40' Eliano Reijnders 82'                     |                  | 9', 17' Sem Steijn 41' Ricky van Wolfswinkel                 | Hauptmeijer, Chirino ( 46' Van Hintum), Kersten, Van Polen, Van der Haar ( 70' Zitman), Van den Berg ( 70' Caschili), El Azzouzi ( 89' Fichtinger) Oukhattou ( 46' Reijnders), Velanas, Huiberts ( 70' Fontana), Druijf ( 46' Thy, ( 70' Görlich))                                                                          |
|                                                             | Oefenwedstrijd                                              | PEC Zwolle                                                     | 1 – 2 (1 – 0)    | FC Emmen                                                     | Opstelling PEC Zwolle: |
| 22 juli 2023                                                | 22 juli 2023                                                | Davy van den Berg 9'                                           |                  | 54', 58' Piotr Parzyszek                                     | Verduin; Görlich ( 49' Bos), Van Polen ( 49' Chirino), Kersten ( 30' El Azzouzi), Van der Haar ( 49' Ruward); Van den Berg ( 49' Oukhatto), Fichtinger ( 30' Zitman), Reijnders ( 49' Assilla), Dedes ( 49' De Ridder); Fontana ( 49' Kroese), Vellios ( 49' Kuijpers)                                                      |
|                                                             | Oefenwedstrijd                                              | PEC Zwolle                                                     | 1 – 1 (1 – 0)    | Venezia FC                                                   | Opstelling PEC Zwolle: |
| 29 juli 2023 Plaats: Zwolle MAC³PARK stadion                | 29 juli 2023 Plaats: Zwolle MAC³PARK stadion                | Ferdy Druijf 23'                                               | Wedstrijdverslag | 109' Alvin Okoro                                             | Schendelaar ( 91' Hauptmeijer), Reijnders ( 61' Chirino), Van Polen ( 91' Görlich), Kersten ( 91' Garcia MacNulty), Van Hintum ( 91' Fichtinger), Czyborra ( 35' Van der Haar), Thomas ( 31' El Azzouzi), Buurmeester ( 61' Huiberts), Van den Berg ( 79' Vellios), Namli ( 46' Fontana), Druijf ( 55' Thy)                 |
|                                                             | Oefenwedstrijd                                              | PEC Zwolle                                                     | 0 – 0            | FC Groningen                                                 | Opstelling PEC Zwolle: |
| 5 augustus 2023 Plaats: Zwolle MAC³PARK stadion             | 5 augustus 2023 Plaats: Zwolle MAC³PARK stadion             |                                                                | Wedstrijdverslag |                                                              | Hauptmeijer, Van Polen, Kersten, Van Hintum, Reijnders, Thomas ( 46' Lam), Buurmeester, Czyborra ( 63' Van der Haar), Namli ( 69' Bobson), Van den Berg, Druijf ( 76' Vellios) |
|                                                             | Oefenwedstrijd                                              | VfL Osnabrück                                                  | Afgelast         | PEC Zwolle                                                   | Opstelling PEC Zwolle: |
| 6 januari 2024 Plaats: Ankum Quitt-Stadion                  |                                                             |                                                                |                  |                                                              | |
|                                                             | Oefenwedstrijd                                              | FC Groningen                                                   | 0 – 3 (0 – 2)'   | PEC Zwolle                                                   | Opstelling PEC Zwolle: |
| 9 januari 2024 Plaats: Groningen Sportpark Corpus den Hoorn | 9 januari 2024 Plaats: Groningen Sportpark Corpus den Hoorn |                                                                |                  | 22' Ferdy Druijf 27' Anouar El Azzouzi 76' Apostolos Vellios | Opstelling eerste helft: Hauptmeijer, Reijnders, Kersten, Lam, Van der Haar, El Azzouzi, Van den Berg, Velanas, Namli, Thy, Druijff Opstelling tweede helft: Vermeer, Ruward, Fichtinger, García Mac Nulty, Reijnders, Thomas, Gijselhart, Huiberts, Bobson, Vellios, Oukhattou                                             |

### Eredivisie
| | 1e speelronde | PEC Zwolle | 1 – 2 (0 – 1)    | Sparta Rotterdam | Opstelling PEC Zwolle: |
| 12 augustus 2023 Aanvangstijd: 21.00 uur Plaats: Zwolle MAC³PARK stadion Toeschouwers: 12.500 Scheidsrechter: Joey Kooij Video-assistent: Jannick van der Laan                | 12 augustus 2023 Aanvangstijd: 21.00 uur Plaats: Zwolle MAC³PARK stadion Toeschouwers: 12.500 Scheidsrechter: Joey Kooij Video-assistent: Jannick van der Laan                | Lennart Thy 82' Apostolos Vellios 90+5' Sam Kersten 90+7'                                                               | Wedstrijdverslag | 13' (e.d.) Sam Kersten 33' Django Warmerdam 54' Jonathan de Guzmán 57' Joshua Kitolano 68' Saïd Bakari 70' Tobias Lauritsen | Schendelaar, Czyborra ( 46' Bobson), Van Hintum, Kersten, Van Polen, Reijnders, Van den Berg ( 74' Thy), Lam ( 63' Serrano), Buurmeester, Druijf, Namli ( 74' Vellios)                                   |
| | 2e speelronde | FC Twente | 3 – 1 (1 – 1)    | PEC Zwolle | Opstelling PEC Zwolle: |
| 20 augustus 2023 Aanvangstijd: 14.30 uur Plaats: Enschede De Grolsch Veste Toeschouwers: 29.000 Scheidsrechter: Serdar Gözübüyük Video-assistent: Stan Teuben                 | 20 augustus 2023 Aanvangstijd: 14.30 uur Plaats: Enschede De Grolsch Veste Toeschouwers: 29.000 Scheidsrechter: Serdar Gözübüyük Video-assistent: Stan Teuben                 | Michal Sadílek 18' Lars Unnerstall 31' Mees Hilgers 52' Sem Steijn 76' Jasper Schendelaar 90+4' (e.d.)                  | Wedstrijdverslag | 26' Bart van Hintum 33' Ferdy Druijf 35' Eliano Reijnders 42' Thomas Lam 53' Bram van Polen 90+7' Sam Kersten               | Schendelaar, Van Hintum, Kersten, Van Polen, Van den Berg ( 68' Czyborra), Lam ( 68' Fichtinger), Buurmeester, Reijnders ( 87' Bobson), Thy, Druijf, Namli ( 79' Vellios)                                |
| | 3e speelronde | PEC Zwolle | 1 – 0 (0 – 0)    | FC Utrecht | Opstelling PEC Zwolle: |
| 27 augustus 2023 Aanvangstijd: 12.15 uur Plaats: Zwolle MAC³PARK stadion Toeschouwers: 14.000 Scheidsrechter: Laurens Gerrets Video-assistent: Richard Manschot               | 27 augustus 2023 Aanvangstijd: 12.15 uur Plaats: Zwolle MAC³PARK stadion Toeschouwers: 14.000 Scheidsrechter: Laurens Gerrets Video-assistent: Richard Manschot               | Thomas Lam 39' Ferdy Druijf 69' (pen.) Davy van den Berg 76'                                                            | Wedstrijdverslag | 34' Marouan Azarkan 48' Mats Seuntjens 84' Nick Viergever                                                                   | Schendelaar, Czyborra ( 79' García Mac Nulty), Lam, Kersten, Van Polen, Reijnders ( 61' Serrano), Van den Berg, Buurmeester, Namli ( 90+1' Van Hintum), Druijf, Thy ( 61' Velanas)                       |
| | 4e speelronde | Almere City FC | 1 – 2 (1 – 0)    | PEC Zwolle | Opstelling PEC Zwolle: |
| 2 september 2023 Aanvangstijd: 16.30 uur Plaats: Almere Yanmar Stadion Toeschouwers: 3.824 Scheidsrechter: Marc Nagtegaal Video-assistent: Jesse Rozendal                     | 2 september 2023 Aanvangstijd: 16.30 uur Plaats: Almere Yanmar Stadion Toeschouwers: 3.824 Scheidsrechter: Marc Nagtegaal Video-assistent: Jesse Rozendal                     | Yoann Cathline 38' Théo Barbet 42' Joey Jacobs 88' 90+6'                                                                | Wedstrijdverslag | 4' Davy van den Berg 23' Anselmo García Mac Nulty 86', 90+7' Anouar El Azzouzi 90+3' 90+7' Apostolos Vellios                | Schendelaar, García Mac Nulty, Lam, Kersten, Van Polen ( 69' El Azzouzi), Reijnders, Van den Berg, Buurmeester, Namli ( 80' Velanas), Druijf ( 90+1' Vellios), Thy                                       |
| | 5e speelronde | PEC Zwolle | 1 – 1 (0 – 0)    | Go Ahead Eagles | Opstelling PEC Zwolle: |
| 17 september 2023 Aanvangstijd: 12.15 uur Plaats: Zwolle MAC³PARK stadion Toeschouwers: 13.750 Scheidsrechter: Rob Dieperink Video-assistent: Ingmar Oostrom                  | 17 september 2023 Aanvangstijd: 12.15 uur Plaats: Zwolle MAC³PARK stadion Toeschouwers: 13.750 Scheidsrechter: Rob Dieperink Video-assistent: Ingmar Oostrom                  | Ferdy Druijf 23' Eliano Reijnders 52'                                                                                   | Wedstrijdverslag | 23', 47' Jamal Amofa 45' Willum Þór Willumsson 55' Oliver Edvardsen 90+5' Bas Kuipers                                       | Schendelaar, García Mac Nulty, Lam, Kersten, Van Polen ( 76' Vellios), Van den Berg, Buurmeester, Reijnders ( 76' Serrano), Thy, Namli ( 84' Velanas), Druijf                                            |
| | 6e speelronde | PEC Zwolle | 0 – 3 (0 – 1)    | AZ | Opstelling PEC Zwolle: |
| 24 september 2023 Aanvangstijd: 16.45 uur Plaats: Zwolle MAC³PARK stadion Toeschouwers: 14.000 Scheidsrechter: Edwin van de Graaf Video-assistent: Stan Teuben                | 24 september 2023 Aanvangstijd: 16.45 uur Plaats: Zwolle MAC³PARK stadion Toeschouwers: 14.000 Scheidsrechter: Edwin van de Graaf Video-assistent: Stan Teuben                | Younes Namli 23' Davy van den Berg 26' Ferdy Druijf 40'                                                                 | Wedstrijdverslag | 13' Mayckel Lahdo 52' 75' Myron van Brederode 63' David Møller Wolfe 90' Vangelis Pavlidis                                  | Schendelaar, García Mac Nulty ( 90+1' Van der Haar), Lam, Kersten, Van Polen ( 81' Huiberts), Van den Berg, Buurmeester, Reijnders ( 63' Velanas), Thy, Namli, Druijf ( 64' Vellios)                     |
| | 7e speelronde | Heracles Almelo | 2 – 1 (0 – 0)    | PEC Zwolle | Opstelling PEC Zwolle: |
| 1 oktober 2023 Aanvangstijd: 14.30 uur Plaats: Almelo Erve Asito Toeschouwers: 11.624 Scheidsrechter: Bas Nijhuis Video-assistent: Martin van den Kerkhof                     | 1 oktober 2023 Aanvangstijd: 14.30 uur Plaats: Almelo Erve Asito Toeschouwers: 11.624 Scheidsrechter: Bas Nijhuis Video-assistent: Martin van den Kerkhof                     | Thomas Bruns 58' Emil Hansson 69' (pen.), 82'                                                                           | Wedstrijdverslag | 15' Odysseus Velanas 29' Thomas Lam 53' Lennart Thy 76' Zico Buurmeester                                                    | Schendelaar, García Mac Nulty, Lam, Kersten, Reijnders, Van den Berg, Buurmeester, Velanas ( 77' Serrano), Thy, Namli, Druijf ( 75' Vellios)                                                             |
| | 8e speelronde | PEC Zwolle | 0 – 2 (0 – 1)    | Feyenoord | Opstelling PEC Zwolle: |
| 8 oktober 2023 Aanvangstijd: 12.15 uur Plaats: Zwolle MAC³PARK stadion Toeschouwers: 14.000 Scheidsrechter: Sander van der Eijk Video-assistent: Richard Martens              | 8 oktober 2023 Aanvangstijd: 12.15 uur Plaats: Zwolle MAC³PARK stadion Toeschouwers: 14.000 Scheidsrechter: Sander van der Eijk Video-assistent: Richard Martens              | Davy van den Berg 45+1'                                                                                                 | Wedstrijdverslag | 21', 54' Santiago Giménez                                                                                                   | Schendelaar, García Mac Nulty ( 84' Van der Haar), Lam, Kersten, Reijnders, Van den Berg, Buurmeester, Velanas ( 84' Serrano), Huiberts ( 69' Fontana), Namli, Vellios                                   |
| | 9e speelronde | Excelsior Rotterdam | 2 – 4 (1 – 0)    | PEC Zwolle | Opstelling PEC Zwolle: |
| 22 oktober 2023 Aanvangstijd: 14.30 uur Plaats: Rotterdam Van Donge & De Roo Stadion Toeschouwers: 4.400 Scheidsrechter: Jannick van der Laan Video-assistent: Marc Nagtegaal | 22 oktober 2023 Aanvangstijd: 14.30 uur Plaats: Rotterdam Van Donge & De Roo Stadion Toeschouwers: 4.400 Scheidsrechter: Jannick van der Laan Video-assistent: Marc Nagtegaal | Julian Baas 38' Troy Parrott 84'                                                                                        | Wedstrijdverslag | 47' Younes Namli 66', 81' Apostolos Vellios 73' Lennart Thy 90+2' Nico Serrano 90+3' Bram van Polen                         | Schendelaar, García Mac Nulty ( 86' Van der Haar), Van Polen, Kersten, Reijnders, Van den Berg, Buurmeester, Velanas ( 86' Thomas), Thy, Namli ( 86' Serrano), Druijf ( 38' Vellios)                     |
| | 10e speelronde | Vitesse | 1 – 1 (0 – 1)    | PEC Zwolle | Opstelling PEC Zwolle: |
| 27 oktober 2023 Aanvangstijd: 20.00 uur Plaats: Arnhem GelreDome Toeschouwers: 15.023 Scheidsrechter: Robin Hensgens Video-assistent: Luuk Timmer                             | 27 oktober 2023 Aanvangstijd: 20.00 uur Plaats: Arnhem GelreDome Toeschouwers: 15.023 Scheidsrechter: Robin Hensgens Video-assistent: Luuk Timmer                             | Million Manhoef 88' | Wedstrijdverslag | 25' Younes Namli 84' Anselmo García Mac Nulty                                                                               | Schendelaar, García Mac Nulty ( 89' Van der Haar), Van Polen, Kersten, Reijnders, Velanas ( 65' Thomas), Van den Berg, Buurmeester, Thy, Namli ( 84' Huiberts), Vellios                                  |
| | 11e speelronde | PEC Zwolle | 2 – 0 (1 – 0)    | Fortuna Sittard | Opstelling PEC Zwolle: |
| 5 november 2023 Aanvangstijd: 14.30 uur Plaats: Zwolle MAC³PARK stadion Toeschouwers: 14.000 Scheidsrechter: Danny Makkelie Video-assistent: Clay Ruperti                     | 5 november 2023 Aanvangstijd: 14.30 uur Plaats: Zwolle MAC³PARK stadion Toeschouwers: 14.000 Scheidsrechter: Danny Makkelie Video-assistent: Clay Ruperti                     | Davy van den Berg 42' Anselmo García Mac Nulty 46' Younes Namli 69' Odysseus Velanas 90' Damian van der Haar 90+5'      | Wedstrijdverslag | 36' Marko Lazetić | Schendelaar, García Mac Nulty ( 82' Van der Haar), Lam ( 74' El Azzouzi), Kersten, Van Polen, Van den Berg, Thomas ( 52' Velanas), Buurmeester, Reijnders ( 74' Serrano), Vellios ( 74' Druijf), Namli   |
| | 12e speelronde | PSV | 4 – 0 (2 – 0)    | PEC Zwolle | Opstelling PEC Zwolle: |
| 12 november 2023 Aanvangstijd: 12.15 uur Plaats: Eindhoven Philips Stadion Toeschouwers: 34.200 Scheidsrechter: Ingmar Oostrom Video-assistent: Alex Bos                      | 12 november 2023 Aanvangstijd: 12.15 uur Plaats: Eindhoven Philips Stadion Toeschouwers: 34.200 Scheidsrechter: Ingmar Oostrom Video-assistent: Alex Bos                      | Hirving Lozano 5' Guus Til 28' Luuk de Jong 57' Malik Tillman 78'                                                       | Wedstrijdverslag | 40' Anselmo García Mac Nulty 45' Ryan Thomas                                                                                | Schendelaar, García Mac Nulty ( 63' Velanas), Lam, Kersten, Van Polen, Van den Berg, Thomas ( 62' Druijf), Buurmeester, Reijnders, Vellios ( 62' Thy), Namli ( 77' Serrano)                              |
| | 13e speelronde | PEC Zwolle | 1 – 2 (1 – 1)    | RKC Waalwijk | Opstelling PEC Zwolle: |
| 25 november 2023 Aanvangstijd: 21.00 uur Plaats: Zwolle MAC³PARK stadion Toeschouwers: 14.000 Scheidsrechter: Martin van den Kerkhof Video-assistent: Michael Eijgelsheim     | 25 november 2023 Aanvangstijd: 21.00 uur Plaats: Zwolle MAC³PARK stadion Toeschouwers: 14.000 Scheidsrechter: Martin van den Kerkhof Video-assistent: Michael Eijgelsheim     | Davy van den Berg 29' Younes Namli 78'                                                                                  | Wedstrijdverslag | 14' 42' Filip Stevanović 50' Chris Lokesa 78' Michiel Kramer                                                                | Schendelaar, García Mac Nulty ( 80' El Azzouzi), Lam, Kersten, Van Polen, Van den Berg, Thomas ( 60' Druijf), Buurmeester, Reijnders ( 61' Velanas), Thy ( 74' Vellios), Namli                           |
| | 14e speelronde | FC Volendam | 0 – 5 (0 – 0)    | PEC Zwolle | Opstelling PEC Zwolle: |
| 2 december 2023 Aanvangstijd: 18.45uur Plaats: Volendam Kras Stadion Toeschouwers: Scheidsrechter: Dennis Higler Video-assistent: Robin Hensgens                              | 2 december 2023 Aanvangstijd: 18.45uur Plaats: Volendam Kras Stadion Toeschouwers: Scheidsrechter: Dennis Higler Video-assistent: Robin Hensgens                              | Calvin Twigt 71' Lequincio Zeefuik 87'                                                                                  | Wedstrijdverslag | 59' Odysseus Velanas 62', 67', 87' Ferdy Druijf 82' Lennart Thy                                                             | Schendelaar, García Mac Nulty ( 85' Serrano), Lam, Kersten, Van Polen, Van den Berg, Thomas ( 85' El Azzouzi), Velanas ( 77' Reijnders), Buurmeester ( 58' Druijf), Namli, Thy                           |
| | 15e speelronde | PEC Zwolle | 1 – 3 (0 – 1)    | N.E.C. | Opstelling PEC Zwolle: |
| 9 december 2023 Aanvangstijd: 20.00 uur Plaats: Zwolle MAC³PARK stadion Toeschouwers: 13.324 Scheidsrechter: Pol van Boekel Video-assistent: Bas Nijhuis                      | 9 december 2023 Aanvangstijd: 20.00 uur Plaats: Zwolle MAC³PARK stadion Toeschouwers: 13.324 Scheidsrechter: Pol van Boekel Video-assistent: Bas Nijhuis                      | Younes Namli 79' Davy van den Berg 90'                                                                                  | Wedstrijdverslag | 43' Elayis Tavşan 46' Bart van Rooij 90+2' Youri Baas                                                                       | Schendelaar, García Mac Nulty ( 46' Reijnders), Lam ( 46' El Azzouzi), Kersten, Van Polen, Van den Berg, Thomas ( 52' Buurmeester), Velanas ( 80' Serrano), Druijf, Namli, Thy ( 66' Vellios)            |
| | 16e speelronde | Ajax | 2 – 2 (1 – 0)    | PEC Zwolle | Opstelling PEC Zwolle: |
| 17 december 2023 Aanvangstijd: 16.45 uur Plaats: Amsterdam Johan Cruijff ArenA Toeschouwers: 53.853 Scheidsrechter: Joey Kooij Video-assistent: Sander van der Eijk           | 17 december 2023 Aanvangstijd: 16.45 uur Plaats: Amsterdam Johan Cruijff ArenA Toeschouwers: 53.853 Scheidsrechter: Joey Kooij Video-assistent: Sander van der Eijk           | Brian Brobbey 35', 48' Steven Berghuis 53'                                                                              | Wedstrijdverslag | 30' Odysseus Velanas 54' Anselmo García Mac Nulty 60', 89' Lennart Thy                                                      | Schendelaar, García Mac Nulty ( 86' Van der Haar), Lam, Kersten, Van Polen, Van den Berg ( 81' Reijnders), Buurmeester, Velanas ( 86' Bobson), Druijf ( 81' Vellios), Namli, Thy                         |
| | 17e speelronde | PEC Zwolle | 2 – 2 (0 – 1)    | sc Heerenveen | Opstelling PEC Zwolle: |
| 13 januari 2024 Aanvangstijd: 20.00 uur Plaats: Zwolle MAC³PARK stadion Toeschouwers: 14.000 Scheidsrechter: Danny Makkelie Video-assistent: Rob Dieperink                    | 13 januari 2024 Aanvangstijd: 20.00 uur Plaats: Zwolle MAC³PARK stadion Toeschouwers: 14.000 Scheidsrechter: Danny Makkelie Video-assistent: Rob Dieperink                    | Sam Kersten 8' Younes Namli 65' Lennart Thy 73'                                                                         | Wedstrijdverslag | 7' (pen.) 8' Anas Tahiri 68' Mats Köhlert 90+1' Ché Nunnely                                                                 | Schendelaar, Van der Haar ( 83' Huiberts), Lam, Kersten, Van Polen, Velanas, Van den Berg, El Azzouzi ( 87' Fichtinger), Namli, Thy, Druijf ( 46' Reijnders)                                             |
| | 18e speelronde | AZ | 2 – 2 (0 – 0)    | PEC Zwolle | Opstelling PEC Zwolle: |
| 20 januari 2024 Aanvangstijd: 20.00 uur Plaats: Alkmaar AFAS Stadion Toeschouwers: Scheidsrechter: Allard Lindhout Video-assistent: Alex Bos                                  | 20 januari 2024 Aanvangstijd: 20.00 uur Plaats: Alkmaar AFAS Stadion Toeschouwers: Scheidsrechter: Allard Lindhout Video-assistent: Alex Bos                                  | Jordy Clasie 47' Kristijan Belić 57' Vangelis Pavlidis 77' (pen.) Sven Mijnans 90+4'                                    | Wedstrijdverslag | 57' Lennart Thy 86' Odysseus Velanas                                                                                        | Schendelaar, García Mac Nulty ( 82' Van der Haar), Lam, Kersten, Van Polen, Van den Berg, Fichtinger, Reijnders ( 71' Huiberts), Velanas, Namli, Thy                                                     |
| | 19e speelronde | PEC Zwolle | 1 – 0 (1 – 0)    | Vitesse | Opstelling PEC Zwolle: |
| 26 januari 2024 Aanvangstijd: 20.00 uur Plaats: Zwolle MAC³PARK stadion Toeschouwers: 13.800 Scheidsrechter: Laurens Gerrets Video-assistent: Joey Kooij                      | 26 januari 2024 Aanvangstijd: 20.00 uur Plaats: Zwolle MAC³PARK stadion Toeschouwers: 13.800 Scheidsrechter: Laurens Gerrets Video-assistent: Joey Kooij                      | Eliano Reijnders 16' Nick Fichtinger 59' Anselmo García Mac Nulty 71' Bram van Polen 89'                                | Wedstrijdverslag | 18' Ramon Hendriks 57' Dominik Oroz                                                                                         | Schendelaar, García Mac Nulty, Lam, Kersten, Van Polen, Van den Berg, Fichtinger ( 77' El Azzouzi), Reijnders, Velanas ( 90+7' Van der Haar), Namli ( 77' Vellios), Thy                                  |
| | 20e speelronde | Sparta Rotterdam | 0 – 2 (0 – 1)    | PEC Zwolle | Opstelling PEC Zwolle: |
| 4 februari 2024 Aanvangstijd: 16.45 uur Plaats: Rotterdam Spartastadion Het Kasteel Toeschouwers: 9.446 Scheidsrechter: Jeroen Manschot Video-assistent: Martin Pérez         | 4 februari 2024 Aanvangstijd: 16.45 uur Plaats: Rotterdam Spartastadion Het Kasteel Toeschouwers: 9.446 Scheidsrechter: Jeroen Manschot Video-assistent: Martin Pérez         | Mike Eerdhuijzen 17' | Wedstrijdverslag | 26' Thomas Lam 53' Kaj de Rooij 64' Nick Fichtinger 70' Davy van den Berg 85' Odysseus Velanas                              | Schendelaar, García Mac Nulty, Lam, Kersten, Van Polen ( 51' De Rooij), Van den Berg, Fichtinger, Reijnders, Velanas, Namli ( 85' El Azzouzi), Thy                                                       |
| | 21e speelronde | Go Ahead Eagles | 1 – 1 (0 – 0)    | PEC Zwolle | Opstelling PEC Zwolle: |
| 11 februari 2024 Aanvangstijd: 12.15 uur Plaats: Deventer De Adelaarshorst Toeschouwers: Scheidsrechter: Dennis Higler Video-assistent: Robin Hensgens                        | 11 februari 2024 Aanvangstijd: 12.15 uur Plaats: Deventer De Adelaarshorst Toeschouwers: Scheidsrechter: Dennis Higler Video-assistent: Robin Hensgens                        | Victor Edvardsen 7' (pen.) Xander Blomme 67' Mats Deijl 90+9' (pen.) Thibo Baeten 90+9'                                 | Wedstrijdverslag | 58' Bram van Polen 75' Younes Namli 77' Lennart Thy                                                                         | Schendelaar, García Mac Nulty, Lam, Kersten, Van Polen, Van den Berg, Fichtinger ( 70' Krastev), Reijnders ( 64' De Rooij), Velanas ( 86' El Azzouzi), Namli, Thy                                        |
| | 22e speelronde | PEC Zwolle | 0 – 1 (0 – 0)    | Almere City FC | Opstelling PEC Zwolle: |
| 17 februari 2024 Aanvangstijd: 21.00 uur Plaats: Zwolle MAC³PARK stadion Toeschouwers: 13.714 Scheidsrechter: Martijn Vos Video-assistent: Clay Ruperti                       | 17 februari 2024 Aanvangstijd: 21.00 uur Plaats: Zwolle MAC³PARK stadion Toeschouwers: 13.714 Scheidsrechter: Martijn Vos Video-assistent: Clay Ruperti                       | | Wedstrijdverslag | 52' Joey Jacobs 69' Thomas Robinet 79' Peer Koopmeiners 81' Stije Resink 90+5' Hamdi Akujobi                                | Schendelaar, García Mac Nulty, Lam, Kersten, Reijnders ( 73' Krastev), Van den Berg, El Azzouzi, De Rooij ( 20' Van der Water ( 73' Vellios)), Velanas, Namli, Thy                                       |
| | 23e speelronde | PEC Zwolle | 1 – 7 (1 – 2)    | PSV | Opstelling PEC Zwolle: |
| 24 februari 2024 Aanvangstijd: 20.00 uur Plaats: Zwolle MAC³PARK stadion Toeschouwers: 14.000 Scheidsrechter: Alex Bos Video-assistent: Sander van der Eijk                   | 24 februari 2024 Aanvangstijd: 20.00 uur Plaats: Zwolle MAC³PARK stadion Toeschouwers: 14.000 Scheidsrechter: Alex Bos Video-assistent: Sander van der Eijk                   | Eliano Reijnders 42' Davy van den Berg 47' Bram van Polen 60'                                                           | Wedstrijdverslag | 29', 61' Johan Bakayoko 32', 51', 71' Luuk de Jong 73' (e.d.) Sam Kersten 86' Ricardo Pepi                                  | Schendelaar, García Mac Nulty ( 68' Van der Haar), Lam, Kersten, Van Polen, Van den Berg, El Azzouzi, Reijnders ( 68' Van der Water), Velanas ( 68' Krastev), Namli, Thy                                 |
| | 24e speelronde | sc Heerenveen | 2 – 0 (1 – 0)    | PEC Zwolle | Opstelling PEC Zwolle: |
| 3 maart 2024 Aanvangstijd: 14.30 uur Plaats: Heerenveen Abe Lenstra Stadion Toeschouwers: 22.849 Scheidsrechter: Robin Hensgens Video-assistent: Martin van den Kerkhof       | 3 maart 2024 Aanvangstijd: 14.30 uur Plaats: Heerenveen Abe Lenstra Stadion Toeschouwers: 22.849 Scheidsrechter: Robin Hensgens Video-assistent: Martin van den Kerkhof       | Anas Tahiri 21' 45+2' Pelle van Amersfoort 67' Sven van Beek 73' Oliver Braude 88'                                      | Wedstrijdverslag | 11' Eliano Reijnders 81' Filip Krastev                                                                                      | Hauptmeijer, García Mac Nulty, Lam, Kersten, Van Polen, Krastev ( 83' Gijselhart), El Azzouzi, Reijnders ( 74' Fontana), Velanas ( 74' Oukhattou), Van der Water ( 62' Vellios), Thy                     |
| | 25e speelronde | PEC Zwolle | 1 – 1 (0 – 0)    | FC Volendam | Opstelling PEC Zwolle: |
| 10 maart 2024 Aanvangstijd: 14.30 uur Plaats: Zwolle MAC³PARK stadion Toeschouwers: 13.560 Scheidsrechter: Pol van Boekel Video-assistent: Richard Martens                    | 10 maart 2024 Aanvangstijd: 14.30 uur Plaats: Zwolle MAC³PARK stadion Toeschouwers: 13.560 Scheidsrechter: Pol van Boekel Video-assistent: Richard Martens                    | Davy van den Berg 55'                                                                                                   | Wedstrijdverslag | 45' 70' Damon Mirani 55' Brian Plat                                                                                         | Schendelaar, García Mac Nulty ( 57' De Rooij), Lam, Kersten, Velanas, Van den Berg, El Azzouzi, Van Polen, Krastev ( 79' Reijnders), Van der Water ( 57' Vellios), Thy                                   |
| | 26e speelronde | Fortuna Sittard | 3 – 1 (1 – 0)    | PEC Zwolle | Opstelling PEC Zwolle: |
| 16 maart 2024 Aanvangstijd: 18.45 uur Plaats: Sittard Fortuna Sittard Stadion Toeschouwers: Scheidsrechter: Marc Nagtegaal Video-assistent: Laurens Gerrets                   | 16 maart 2024 Aanvangstijd: 18.45 uur Plaats: Sittard Fortuna Sittard Stadion Toeschouwers: Scheidsrechter: Marc Nagtegaal Video-assistent: Laurens Gerrets                   | Kaj Sierhuis 37' Justin Lonwijk 59' Ragnar Oratmangoen 72' Alessio Da Cruz 90+1'                                        | Wedstrijdverslag | 21' Anouar El Azzouzi 59' 90+3' Lennart Thy 77' Bram van Polen                                                              | Schendelaar, García Mac Nulty, Lam, Kersten, Van Polen, Van den Berg, El Azzouzi ( 69' Vellios), Velanas, Krastev ( 46' De Rooij), Van der Water ( 46' Reijnders), Thy                                   |
| | 27e speelronde | PEC Zwolle | 1 – 3 (0 – 2)    | Ajax | Opstelling PEC Zwolle: |
| 31 maart 2024 Aanvangstijd: 12.15 uur Plaats: Zwolle MAC³PARK stadion Toeschouwers: 14.000 Scheidsrechter: Jeroen Manschot Video-assistent: Ingmar Oostrom                    | 31 maart 2024 Aanvangstijd: 12.15 uur Plaats: Zwolle MAC³PARK stadion Toeschouwers: 14.000 Scheidsrechter: Jeroen Manschot Video-assistent: Ingmar Oostrom                    | Odysseus Velanas 9' Thomas Lam 38' Apostolos Vellios 71' Filip Krastev 72' Anselmo García Mac Nulty 77'                 | Wedstrijdverslag | 12' Kristian Hlynsson 24', 84' Chuba Akpom 50' Sivert Mannsverk 89' Silvano Vos                                             | Schendelaar, García Mac Nulty ( 87' Czyborra), Lam, Kersten, Van Polen, Van den Berg, El Azzouzi ( 67' Vellios), Reijnders ( 67' Krastev), Velanas ( 68' Van der Water), Namli, Thy                      |
| | 28e speelronde | FC Utrecht | 5 – 1 (0 – 0)    | PEC Zwolle | Opstelling PEC Zwolle: |
| 3 april 2024 Aanvangstijd: 20.00 uur Plaats: Utrecht Stadion Galgenwaard Toeschouwers: 19.606 Scheidsrechter: Serdar Gözübüyük Video-assistent: Dennis Higler                 | 3 april 2024 Aanvangstijd: 20.00 uur Plaats: Utrecht Stadion Galgenwaard Toeschouwers: 19.606 Scheidsrechter: Serdar Gözübüyük Video-assistent: Dennis Higler                 | Sam Lammers 47' Jens Toornstra 49' Isac Lidberg 77', 79' Adrian Blake 85'                                               | Wedstrijdverslag | 32' Davy van den Berg 60' Lennart Thy                                                                                       | Schendelaar, García Mac Nulty, Lam ( 63' Van der Haar), Kersten, Van Polen ( 46' Van der Water), Van den Berg, El Azzouzi ( 86' Fontana), Krastev ( 76' Oukhattou), Reijnders, Namli ( 63' Vellios), Thy |
| | 29e speelronde | PEC Zwolle | 2 – 1 (1 – 0)    | Excelsior Rotterdam | Opstelling PEC Zwolle: |
| 6 april 2024 Aanvangstijd: 20.00 uur Plaats: Zwolle MAC³PARK stadion Toeschouwers: 13.655 Scheidsrechter: Martin Pérez Video-assistent: Richard Martens                       | 6 april 2024 Aanvangstijd: 20.00 uur Plaats: Zwolle MAC³PARK stadion Toeschouwers: 13.655 Scheidsrechter: Martin Pérez Video-assistent: Richard Martens                       | Anselmo García Mac Nulty 18' Odysseus Velanas 66' Lennart Thy 80'                                                       | Wedstrijdverslag | 16' Sven Nieuwpoort 76' Julian Baas 86' Lance Duijvestijn                                                                   | Schendelaar, García Mac Nulty, Lam, Kersten, Van Polen, Krastev, El Azzouzi ( 80' Van der Haar), Reijnders, Velanas, Namli ( 83' Vellios), Thy                                                           |
| | 30e speelronde | N.E.C. | 2 – 2 (0 – 1)    | PEC Zwolle | Opstelling PEC Zwolle: |
| 14 april 2024 Aanvangstijd: 20.00 uur Plaats: Nijmegen Goffertstadion Toeschouwers: 12.540 Scheidsrechter: Dennis Higler Video-assistent: Robin Hensgens                      | 14 april 2024 Aanvangstijd: 20.00 uur Plaats: Nijmegen Goffertstadion Toeschouwers: 12.540 Scheidsrechter: Dennis Higler Video-assistent: Robin Hensgens                      | Mees Hoedemakers 27' Koki Ogawa 47', 53' (pen.) Philippe Sandler 86'                                                    | Wedstrijdverslag | 10' Thomas Lam 36' 68' Odysseus Velanas 38' Anselmo García Mac Nulty 90+2' Lennart Czyborra 90+4' Anouar El Azzouzi         | Schendelaar, García Mac Nulty ( 88' Czyborra), Lam, Kersten, Van Polen, Krastev, El Azzouzi ( 86' Van der Haar), Van der Water ( 77' Vellios), Velanas, Namli ( 88' Fontana), Thy                        |
| | 31e speelronde | PEC Zwolle | 3 – 1 (1 – 1)    | Heracles Almelo | Opstelling PEC Zwolle: |
| 28 april 2024 Aanvangstijd: 12.15 uur Plaats: Zwolle MAC³PARK stadion Toeschouwers: 13.857 Scheidsrechter: Serdar Gözübüyük Video-assistent: Richard Martens                  | 28 april 2024 Aanvangstijd: 12.15 uur Plaats: Zwolle MAC³PARK stadion Toeschouwers: 13.857 Scheidsrechter: Serdar Gözübüyük Video-assistent: Richard Martens                  | Lennart Thy 16' Younes Namli 50' Silvester van der Water 69' Filip Krastev 75' 90+3' Thomas Lam 82'                     | Wedstrijdverslag | 45+2' Marko Vejinović 53' Brian De Keersmaecker 89' Ajdin Hrustić 90' Thomas Bruns                                          | Schendelaar, García Mac Nulty, Lam, Kersten, Van Polen, Krastev, El Azzouzi ( 90' Van der Haar), Van der Water ( 79' Vellios), Velanas ( 65' Reijnders), Namli, Thy                                      |
| | 32e speelronde | Feyenoord | 5 – 0 (2 – 0)    | PEC Zwolle | Opstelling PEC Zwolle: |
| 5 mei 2024 Aanvangstijd: 20.00 uur Plaats: Rotterdam Stadion Feijenoord Toeschouwers: 47.500 Scheidsrechter: Marc Nagtegaal Video-assistent: Stan Teuben                      | 5 mei 2024 Aanvangstijd: 20.00 uur Plaats: Rotterdam Stadion Feijenoord Toeschouwers: 47.500 Scheidsrechter: Marc Nagtegaal Video-assistent: Stan Teuben                      | Ayase Ueda 33' 49' (pen.) Luka Ivanušec 41' Calvin Stengs 57' Santiago Giménez 67' (pen.), 82' Lutsharel Geertruida 80' | Wedstrijdverslag | 40' Anouar El Azzouzi | Schendelaar, Van der Haar, García Mac Nulty, Kersten, Van Polen, Krastev, El Azzouzi, Van der Water ( 77' Vellios), Velanas, Reijnders ( 62' Van den Berg), Thy                                          |
| | 33e speelronde | RKC Waalwijk | 1 – 1 (0 – 0)    | PEC Zwolle | Opstelling PEC Zwolle: |
| 12 mei 2024 Aanvangstijd: 14.30 uur Plaats: Waalwijk Mandemakers Stadion Toeschouwers: 6.988 Scheidsrechter: Bas Nijhuis Video-assistent: Ingmar Oostrom                      | 12 mei 2024 Aanvangstijd: 14.30 uur Plaats: Waalwijk Mandemakers Stadion Toeschouwers: 6.988 Scheidsrechter: Bas Nijhuis Video-assistent: Ingmar Oostrom                      | Richonell Margaret 90+1'                                                                                                | Wedstrijdverslag | 61' Lennart Thy 89' Zico Buurmeester 90+10' Anselmo García Mac Nulty                                                        | Hauptmeijer, García Mac Nulty, Lam, Kersten, Van Polen, Van den Berg ( 58' Van der Water), El Azzouzi, Krastev ( 88' Vellios), Velanas ( 83' Buurmeester), Namli, Thy                                    |
| | 34e speelronde | PEC Zwolle | 1 – 2 (0 – 0)    | FC Twente | Opstelling PEC Zwolle: |
| 19 mei 2024 Aanvangstijd: 14.30 uur Plaats: Zwolle MAC³PARK stadion Toeschouwers: 14.000 Scheidsrechter: Dennis Higler Video-assistent: Clay Ruperti                          | 19 mei 2024 Aanvangstijd: 14.30 uur Plaats: Zwolle MAC³PARK stadion Toeschouwers: 14.000 Scheidsrechter: Dennis Higler Video-assistent: Clay Ruperti                          | Anselmo García Mac Nulty 62' Thomas Lam 68' Davy van den Berg 79'                                                       | Wedstrijdverslag | 45+6' Mees Hilgers 59' Daan Rots 80' (pen.) Ricky van Wolfswinkel                                                           | Schendelaar, García Mac Nulty ( 78' Van der Haar), Lam, Kersten, Van Polen ( 90+2' Reijnders), Van den Berg, El Azzouzi, Velanas ( 85' Vellios), Krastev, Namli ( 85' Van der Water), Thy                |

### KNVB beker
| 1e ronde | AFC                                                    | 1 – 0 (0 – 0)    | PEC Zwolle | Opstelling PEC Zwolle: |
| 1 november 2023 Aanvangstijd: 20.00 uur Plaats: Amsterdam Sportpark Goed Genoeg Toeschouwers: 2.000 Scheidsrechter: Jesse Rozendal | Tim Linthorst 57' Wessel Been 86' Gladwin Curiel 90+2' | Wedstrijdverslag |            | Hauptmeijer, Czyborra ( 38' Van der Haar), Van Polen, Kersten, Reijnders ( 82' García Mac Nulty), Velanas ( 82' Huiberts), Van den Berg, Buurmeester, Thy ( 38' Serrano), Namli, Vellios |

## Selectie en technische staf

### Selectie
| Nr.           | Nat.                      | Naam                     | Competitie | Competitie | Beker      | Beker      | Totaal     | Totaal     | Contract tot | Seizoen    | Vorige club            | Debuut            |            |            |
| Nr.           | Nat.                      | Naam                     | W          | Goal       | W          | Goal       | W          | Goal       | Contract tot | Seizoen    | Vorige club            | Debuut            |            |            |
| Doelmannen    | Doelmannen                | Doelmannen               | Doelmannen | Doelmannen | Doelmannen | Doelmannen | Doelmannen | Doelmannen | Doelmannen   | Doelmannen | Doelmannen             | Doelmannen        | Doelmannen | Doelmannen |
| ------------- | ------------------------- | ------------------------ | ---------- | ---------- | ---------- | ---------- | ---------- | ---------- | ------------ | ---------- | ---------------------- | ----------------- | ---------- | ---------- |
| 1             | Vlag van Nederland        | Jasper Schendelaar       | 32         | 0          | 0          | 0          | 32         | 0          | 2026         | 3e         | AZ                     | 7 augustus 2022   |            |            |
| 25            | Vlag van Nederland        | Kenneth Vermeer          | 0          | 0          | 0          | 0          | 0          | 0          | 2024         | 1e         | FC Cincinnati          | –                 |            |            |
| 40            | Vlag van Nederland        | Mike Hauptmeijer         | 2          | 0          | 1          | 0          | 3          | 0          | 2025         | 8e         | Jeugd                  | 3 februari 2018   |            |            |
| 41            | Vlag van Nederland        | Duke Verduin             | 0          | 0          | 0          | 0          | 0          | 0          | 2025         | 2e         | Jeugd                  | –                 |            |            |
| Verdedigers   |                           |                          |            |            |            |            |            |            |              |            |                        |                   |            |            |
| 2             | Vlag van Nederland        | Bram van Polen           | 31         | 0          | 1          | 0          | 32         | 0          | 2024         | 17e        | Vitesse                | 12 oktober 2007   |            |            |
| 3             | Vlag van Duitsland        | Luis Görlich             | 0          | 0          | 0          | 0          | 0          | 0          | 2024         | 2e         | Eintracht Braunschweig | 7 augustus 2022   |            |            |
| 4             | Vlag van Nederland        | Sam Kersten              | 34         | 0          | 1          | 0          | 35         | 0          | 2024         | 5e         | FC Den Bosch           | 25 augustus 2019  |            |            |
| 5             | Vlag van Nederland        | Bart van Hintum          | 3          | 0          | 0          | 0          | 3          | 0          | 2024         | 7e         | FC Groningen           | 19 augustus 2011  |            |            |
| 6             | Vlag van Marokko          | Anouar El Azzouzi        | 22         | 0          | 0          | 0          | 22         | 0          | 2026         | 1e         | FC Dordrecht           | 2 september 2023  |            |            |
| 13            | Vlag van Finland          | Thomas Lam               | 29         | 2          | 0          | 0          | 29         | 2          | 2025         | 6e         | Melbourne City FC      | 16 augustus 2014  |            |            |
| 15            | Vlag van Ierland          | Anselmo García Mac Nulty | 31         | 2          | 1          | 0          | 32         | 2          | 2026         | 1e         | VfL Wolfsburg          | 27 augustus 2023  |            |            |
| 20            | Vlag van Duitsland        | Lennart Czyborra         | 5          | 0          | 1          | 0          | 6          | 0          | Huur         | 1e         | Genoa CFC              | 12 augustus 2023  |            |            |
| 22            | Vlag van Nederland        | Daijiro Chirino          | 0          | 0          | 0          | 0          | 0          | 0          | 2025         | 4e         | Jeugd                  | 12 augustus 2022  |            |            |
| 32            | Vlag van Denemarken       | Victor Dedes             | 0          | 0          | 0          | 0          | 0          | 0          | 2024         | 1e         | Hellerup IK            | –                 |            |            |
| 33            | Vlag van Nederland        | Damian van der Haar      | 16         | 0          | 1          | 0          | 17         | 0          | 2025         | 1e         | Jeugd                  | 24 september 2023 |            |            |
| 35            | Vlag van Nederland        | Dylan Ruward             | 0          | 0          | 0          | 0          | 0          | 0          | Jeugd        | 1e         | Jeugd                  | –                 |            |            |
| 36            | Vlag van Nederland        | Christian Bos            | 0          | 0          | 0          | 0          | 0          | 0          | 2026         | 1e         | Jeugd                  | –                 |            |            |
| Middenvelders |                           |                          |            |            |            |            |            |            |              |            |                        |                   |            |            |
| 7             | Vlag van Denemarken       | Younes Namli             | 30         | 4          | 1          | 0          | 31         | 4          | 2024         | 3e         | Sparta Rotterdam       | 13 augustus 2017  |            |            |
| 8             | Vlag van Nederland        | Dean Huiberts            | 5          | 0          | 1          | 0          | 6          | 0          | 2025         | 5e         | Jeugd                  | 11 augustus 2019  |            |            |
| 11            | Vlag van Nederland        | Davy van den Berg        | 30         | 5          | 1          | 0          | 31         | 5          | 2025         | 2e         | FC Utrecht             | 7 augustus 2022   |            |            |
| 17            | Vlag van Verenigde Staten | Anthony Fontana          | 4          | 0          | 0          | 0          | 4          | 0          | 2024         | 2e         | Ascoli                 | 10 maart 2023     |            |            |
| 18            | Vlag van Nederland        | Odysseus Velanas         | 31         | 5          | 1          | 0          | 32         | 5          | 2026         | 1e         | NAC Breda              | 27 augustus 2023  |            |            |
| 23            | Vlag van Nederland        | Eliano Reijnders         | 32         | 3          | 1          | 0          | 33         | 3          | 2025         | 5e         | Jeugd                  | 12 september 2020 |            |            |
| 28            | Vlag van Nederland        | Zico Buurmeester         | 17         | 0          | 1          | 0          | 18         | 0          | Huur         | 1e         | AZ                     | 12 augustus 2023  |            |            |
| 30            | Vlag van Nieuw-Zeeland    | Ryan Thomas              | 7          | 0          | 0          | 0          | 7          | 0          | 2024         | 7e         | PSV                    | 2 november 2013   |            |            |
| 34            | Vlag van Nederland        | Nick Fichtinger          | 6          | 0          | 0          | 0          | 6          | 0          | 2026         | 1e         | Jeugd                  | 20 augustus 2023  |            |            |
| 37            | Vlag van Nederland        | Mohamed Oukhattou        | 2          | 0          | 0          | 0          | 2          | 0          | 2026         | 1e         | H.V. & C.V. Quick      | 3 maart 2024      |            |            |
| 38            | Vlag van Nederland        | Teun Gijselhart          | 1          | 0          | 0          | 0          | 1          | 0          | 2026         | 1e         | Jeugd                  | 3 maart 2024      |            |            |
| 50            | Vlag van Bulgarije        | Filip Krastev            | 14         | 2          | 0          | 0          | 14         | 2          | Huur         | 1e         | Lommel SK              | 11 februari 2024  |            |            |
| Aanvallers    |                           |                          |            |            |            |            |            |            |              |            |                        |                   |            |            |
| 8             | Vlag van Nederland        | Silvester van der Water  | 12         | 1          | 0          | 0          | 12         | 1          | Huur         | 1e         | SC Cambuur             | 17 februari 2024  |            |            |
| 9             | Vlag van Duitsland        | Lennart Thy              | 32         | 13         | 1          | 0          | 33         | 13         | 2025         | 4e         | Sparta Rotterdam       | 19 januari 2019   |            |            |
| 14            | Vlag van Griekenland      | Apostolos Vellios        | 27         | 3          | 1          | 0          | 28         | 3          | 2025         | 2e         | PAS Lamia              | 7 augustus 2022   |            |            |
| 10            | Vlag van Nederland        | Ferdy Druijf             | 15         | 5          | 0          | 0          | 15         | 5          | Huur         | 1e         | Rapid Wien             | 12 augustus 2023  |            |            |
| 16            | Vlag van Nederland        | Divaio Bobson            | 3          | 0          | 0          | 0          | 3          | 0          | 2025         | 1e         | Eintracht Frankfurt    | 12 augustus 2023  |            |            |
| 19            | Vlag van Spanje           | Nico Serrano             | 10         | 0          | 1          | 0          | 11         | 0          | Huur         | 1e         | Athletic Bilbao        | 12 augustus 2023  |            |            |
| 21            | Vlag van Nederland        | Samir Lagsir             | 0          | 0          | 0          | 0          | 0          | 0          | 2026         | 3e         | Jeugd                  | 31 oktober 2020   |            |            |
| 22            | Vlag van Nederland        | Kaj de Rooij             | 5          | 0          | 0          | 0          | 5          | 0          | Amateur      | 1e         | Clubloos               | 4 februari 2024   |            |            |
| Nr.           | Nat.                      | Naam                     | W          | Goal       | W          | Goal       | W          | Goal       | Contract     | Seizoen    | Vorige club            | Debuut            |            |            |
| Nr.           | Nat.                      | Naam                     | Competitie | Competitie | Beker      | Beker      | Totaal     | Totaal     | Contract     | Seizoen    | Vorige club            | Debuut            |            |            |

### Legenda
| # | Reden                                          |
| - | ---------------------------------------------- |
|   | Heeft de club in het lopende seizoen verlaten. |
|   | Heeft de club op huurbasis verlaten.           |

### Technische staf
| Naam               | Functie           |
| ------------------ | ----------------- |
| Johnny Jansen      | Hoofdtrainer      |
| Ronnie Pander      | Assistent-trainer |
| Henry van der Vegt | Assistent-trainer |

## Statistieken PEC Zwolle 2023/2024

### Tussenstand PEC Zwolle in de Nederlandse Eredivisie 2023 / 2024
| Stand | Gespeeld | Gewonnen | Gelijk | Verloren | Punten | Doelpunten voor | Doelpunten tegen | Gele kaarten | Rode kaarten |
| ----- | -------- | -------- | ------ | -------- | ------ | --------------- | ---------------- | ------------ | ------------ |
| 12e   | 34       | 9        | 9      | 16       | 36     | 45              | 67               | 65           | 2            |

### Topscorers
| #      | Naam                     | Goal |
| ------ | ------------------------ | ---- |
| 1.     | Lennart Thy              | 13   |
| 2.     | Davy van den Berg        | 5    |
| 2.     | Ferdy Druijf             | 5    |
| 2.     | Odysseus Velanas         | 5    |
| 5.     | Younes Namli             | 4    |
| 6.     | Eliano Reijnders         | 3    |
| 6.     | Apostolos Vellios        | 3    |
| 8.     | Filip Krastev            | 2    |
| 8.     | Thomas Lam               | 2    |
| 8.     | Anselmo García Mac Nulty | 2    |
| 11.    | Silvester van der Water  | 1    |
| Totaal | Totaal                   | 44   |

| #      | Naam        | Goal |
| ------ | ----------- | ---- |
| –      | Geen speler | 0    |
| Totaal | Totaal      | 0    |

| #      | Naam                | Goal |
| ------ | ------------------- | ---- |
| 1.     | Apostolos Vellios   | 4    |
| 2.     | Davy van den Berg   | 2    |
| 2.     | Ferdy Druijf        | 2    |
| 2.     | Mohamed Oukhattou   | 2    |
| 5.     | Anouar El Azzouzi   | 1    |
| 5.     | Luis Görlich        | 1    |
| 5.     | Damian van der Haar | 1    |
| 5.     | Denzel Kuijpers     | 1    |
| 5.     | Eliano Reijnders    | 1    |
| Totaal | Totaal              | 15   |

### Kaarten
| #      | Naam                     | Kreeg geel |
| ------ | ------------------------ | ---------- |
| 1.     | Anselmo García Mac Nulty | 9          |
| 2.     | Davy van den Berg        | 7          |
| 3.     | Thomas Lam               | 6          |
| 3.     | Bram van Polen           | 6          |
| 5.     | Younes Namli             | 5          |
| 5.     | Odysseus Velanas         | 5          |
| 7.     | Apostolos Vellios        | 4          |
| 8.     | Anouar El Azzouzi        | 3          |
| 8.     | Sam Kersten              | 3          |
| 10.    | Ferdy Druijf             | 2          |
| 10.    | Nick Fichtinger          | 2          |
| 10.    | Filip Krastev            | 2          |
| 10.    | Eliano Reijnders         | 2          |
| 10.    | Lennart Thy              | 2          |
| 15.    | Zico Buurmeester         | 1          |
| 15.    | Lennart Czyborra         | 1          |
| 15.    | Damian van der Haar      | 1          |
| 15.    | Bart van Hintum          | 1          |
| 15.    | Kaj de Rooij             | 1          |
| 15.    | Nico Serrano             | 1          |
| 15.    | Ryan Thomas              | 1          |
| Totaal | Totaal                   | 65         |

| #      | Naam              | Kreeg voor de tweede keer geel en dus rood |
| ------ | ----------------- | ------------------------------------------ |
| 1.     | Anouar El Azzouzi | 1                                          |
| Totaal | Totaal            | 1                                          |

| #      | Naam             | Weggestuurd |
| ------ | ---------------- | ----------- |
| 1.     | Zico Buurmeester | 1           |
| Totaal | Totaal           | 1           |

### Punten per speelronde
| Speelronde | 1 | 2 | 3 | 4 | 5 | 6 | 7 | 8 | 9 | 10 | 11 | 12 | 13 | 14 | 15 | 16 | 17 | 18 | 19 | 20 | 21 | 22 | 23 | 24 | 25 | 26 | 27 | 28 | 29 | 30 | 31 | 32 | 33 | 34 |
| ---------- | - | - | - | - | - | - | - | - | - | -- | -- | -- | -- | -- | -- | -- | -- | -- | -- | -- | -- | -- | -- | -- | -- | -- | -- | -- | -- | -- | -- | -- | -- | -- |
| Punten     | 0 | 0 | 3 | 3 | 1 | 0 | 0 | 0 | 3 | 1  | 3  | 0  | 0  | 3  | 0  | 1  | 1  | 1  | 3  | 3  | 1  | 0  | 0  | 0  | 1  | 0  | 0  | 0  | 3  | 1  | 3  | 0  | 1  | 0  |

### Punten na speelronde
| Speelronde | 1 | 2 | 3 | 4 | 5 | 6 | 7 | 8 | 9  | 10 | 11 | 12 | 13 | 14 | 15 | 16 | 17 | 18 | 19 | 20 | 21 | 22 | 23 | 24 | 25 | 26 | 27 | 28 | 29 | 30 | 31 | 32 | 33 | 34 |
| ---------- | - | - | - | - | - | - | - | - | -- | -- | -- | -- | -- | -- | -- | -- | -- | -- | -- | -- | -- | -- | -- | -- | -- | -- | -- | -- | -- | -- | -- | -- | -- | -- |
| Punten     | 0 | 0 | 3 | 6 | 7 | 7 | 7 | 7 | 10 | 11 | 14 | 14 | 14 | 17 | 17 | 18 | 19 | 20 | 23 | 26 | 27 | 27 | 27 | 27 | 28 | 28 | 28 | 28 | 31 | 32 | 35 | 35 | 36 | 36 |

### Stand na speelronde
| Speelronde | 1   | 2   | 3   | 4  | 5  | 6   | 7   | 8   | 9  | 10 | 11 | 12 | 13  | 14 | 15  | 16  | 17  | 18  | 19 | 20 | 21 | 22  | 23  | 24  | 25  | 26  | 27  | 28  | 29  | 30  | 31  | 32  | 33  | 34  |
| ---------- | --- | --- | --- | -- | -- | --- | --- | --- | -- | -- | -- | -- | --- | -- | --- | --- | --- | --- | -- | -- | -- | --- | --- | --- | --- | --- | --- | --- | --- | --- | --- | --- | --- | --- |
| Stand      | 13e | 14e | 13e | 8e | 8e | 11e | 12e | 12e | 9e | 9e | 8e | 8e | 11e | 9e | 11e | 11e | 10e | 10e | 9e | 8e | 8e | 10e | 11e | 13e | 13e | 13e | 13e | 14e | 14e | 13e | 12e | 12e | 12e | 12e |

### Doelpunten per speelronde
| Speelronde | 1 | 2 | 3 | 4 | 5 | 6 | 7 | 8 | 9 | 10 | 11 | 12 | 13 | 14 | 15 | 16 | 17 | 18 | 19 | 20 | 21 | 22 | 23 | 24 | 25 | 26 | 27 | 28 | 29 | 30 | 31 | 32 | 33 | 34 | Totaal |
| ---------- | - | - | - | - | - | - | - | - | - | -- | -- | -- | -- | -- | -- | -- | -- | -- | -- | -- | -- | -- | -- | -- | -- | -- | -- | -- | -- | -- | -- | -- | -- | -- | ------ |
| Doelpunten | 1 | 1 | 1 | 2 | 1 | 0 | 1 | 0 | 4 | 1  | 2  | 0  | 1  | 5  | 1  | 2  | 2  | 2  | 1  | 2  | 1  | 0  | 1  | 0  | 1  | 1  | 1  | 1  | 2  | 2  | 3  | 0  | 1  | 1  | 45     |

### Toeschouwersaantal per speelronde
| Speelronde | 1      | 2      | 3      | 4     | 5      | 6      | 7      | 8      | 9      | 10     | 11     | 12     | 13     | 14     | 15     | 16     | 17     | Totaal  | Gemiddeld |
| ---------- | ------ | ------ | ------ | ----- | ------ | ------ | ------ | ------ | ------ | ------ | ------ | ------ | ------ | ------ | ------ | ------ | ------ | ------- | --------- |
| Thuis      | 12.500 | –      | 14.000 | –     | 13.750 | 14.000 | –      | 14.000 | –      | –      | 14.000 | –      | 14.000 | –      | 13.324 | –      | 14.000 | 123.574 | 13.730    |
| Uit        | –      | 29.000 | –      | 3.824 | –      | –      | 11.624 | –      | 4.400  | 15.023 | –      | 34.200 | –      | 6.800  | –      | 53.853 | –      | 158.724 | 19.841    |
| Speelronde | 18     | 19     | 20     | 21    | 22     | 23     | 24     | 25     | 26     | 27     | 28     | 29     | 30     | 31     | 32     | 33     | 34     | Totaal  | Gemiddeld |
| Thuis      | –      | 13.800 | –      | –     | 13.714 | 14.000 | –      | 13.560 | –      | 14.000 | –      | 13.655 | –      | 13.857 | –      | –      | 14.000 | 110.586 | 13.823    |
| Uit        | 17.782 | –      | 9.446  | 9.469 | –      | –      | 22.849 | –      | 11.017 | –      | 19.606 | –      | 12.540 | –      | 47.500 | 6.988  | –      | 157.197 | 17.466    |
|            |        |        |        |       |        |        |        |        |        |        |        |        |        |        |        |        |        | 550.081 | 16.179    |

## Mutaties

### Zomer

#### Aangetrokken
| Nr. | Nat. | Naam                     | Van                 | Type         | Contract     | Transfersom | Bijzonderheid                                            |
| --- | ---- | ------------------------ | ------------------- | ------------ | ------------ | ----------- | -------------------------------------------------------- |
| 32  | DK   | Victor Dedes             | Hellerup IK         | Transfervrij | 30 juni 2024 | n.v.t.      | Optie voor één seizoen Zal aansluiten bij PEC Zwolle –21 |
| –   | NL   | Stijn Meijer             | SC Verl             | –            | 30 juni 2024 | n.v.t.      | Terug van verhuurperiode                                 |
| 23  | NL   | Eliano Reijnders         | Jong FC Utrecht     | –            | 30 juni 2025 | n.v.t.      | Terug van verhuurperiode                                 |
| 25  | NL   | Kenneth Vermeer          | FC Cincinnati       | Transfervrij | 30 juni 2024 | n.v.t.      | Optie voor één seizoen                                   |
| 37  | NL   | Mohamed Oukhattou        | H.V. & C.V. Quick   | Transfervrij | 30 juni 2026 | n.v.t.      | Zal aansluiten bij PEC Zwolle –21                        |
| –   | NL   | Jenno Campagne           | Clubloos            | Transfervrij | 30 juni 2024 | n.v.t.      | Optie voor één seizoen Zal aansluiten bij PEC Zwolle –21 |
| 18  | NL   | Odysseus Velanas         | NAC Breda           | Transfervrij | 30 juni 2026 | n.v.t.      |                                                          |
| 20  | DE   | Lennart Czyborra         | Genoa CFC           | Op huurbasis | 30 juni 2023 | n.v.t.      |                                                          |
| 6   | MA   | Anouar El Azzouzi        | FC Dordrecht        | Transfer     | 30 juni 2026 | Onbekend    | Optie voor één seizoen                                   |
| 10  | NL   | Ferdy Druijf             | Rapid Wien          | Op huurbasis | 30 juni 2024 | n.v.t.      |                                                          |
| 28  | NL   | Zico Buurmeester         | AZ                  | Op huurbasis | 30 juni 2024 | n.v.t.      |                                                          |
| 7   | DK   | Younes Namli             | Sparta Rotterdam    | Transfervrij | 30 juni 2024 | n.v.t.      |                                                          |
| 13  | FI   | Thomas Lam               | Melbourne City FC   | Transfervrij | 30 juni 2025 | n.v.t.      |                                                          |
| 15  | IE   | Anselmo García Mac Nulty | VfL Wolfsburg       | Transfer     | 30 juni 2024 | Onbekend    | Optie voor één seizoen                                   |
| 16  | NL   | Divaio Bobson            | Eintracht Frankfurt | Transfer     | 30 juni 2025 | Onbekend    | Optie voor één seizoen                                   |
| 19  | ES   | Nico Serrano             | Athletic Bilbao     | Op huurbasis | 30 juni 2024 | n.v.t.      |                                                          |

#### Vertrokken
| Nr. | Nat. | Naam                | Naar                | Type               | Transfersom    | Wed. | Dlpt. |
| --- | ---- | ------------------- | ------------------- | ------------------ | -------------- | ---- | ----- |
| 23  | NL   | Hicham Acheffay     |                     | Transfervrij       | n.v.t.         | 5    | 0     |
| 6   | NL   | Thomas van den Belt | Feyenoord           | Transfer           | ± €850.000,–   | 78   | 19    |
| 24  | NL   | Melayro Bogarde     | TSG 1899 Hoffenheim | Einde huurcontract | n.v.t.         | 12   | 0     |
| 16  | NL   | Jan Hoekstra        | FC Groningen        | Einde huurcontract | n.v.t.         | 0    | 0     |
| 7   | CW   | Gervane Kastaneer   | CD Castellón        | Transfervrij       | n.v.t.         | 57   | 3     |
| 20  | MA   | Younes Taha         | FC Twente           | Transfer           | ± €1.200.000,– | 33   | 14    |
| 45  | NL   | Chardi Landu        | FC Emmen            | Contract ontbonden | n.v.t.         | 24   | 2     |
| 10  | HR   | Tomislav Mrkonjić   |                     | Contract ontbonden | n.v.t.         | 11   | 3     |
| 4   | BIH  | Haris Međunjanin    | CD Castellón        | Transfervrij       | n.v.t.         | 27   | 7     |
| 33  | NL   | Rav van den Berg    | Middlesbrough FC    | Transfer           | Niet bekend    | 32   | 1     |
| 36  | NL   | Thomas Beelen       | Feyenoord           | Transfer           | ± €2.700.000,– | 33   | 1     |
| 39  | NL   | Stijn Meijer        | Al-Shahania SC      | Contract ontbonden | n.v.t.         | 0    | 0     |
| 25  | NL   | Jimmy Kaparos       | FC Schalke 04 II    | Contract ontbonden | n.v.t.         | 6    | 0     |
| 18  | NL   | Jordy Tutuarima     | FC Noah             | Contract ontbonden | n.v.t.         | 20   | 1     |
| 19  | NL   | Gabi Caschili       | SC Cambuur          | Transfer           | Niet bekend    | 17   | 1     |
| 31  | NL   | Sven Zitman         | TOP Oss             | Transfer           | Niet bekend    | 11   | 1     |
| 47  | NO   | Håkon Gangstad      | Ranheim Fotball     | Transfervrij       | n.v.t.         | 1    | 0     |
| 22  | NL   | Daijiro Chirino     | CD Castellón        | Transfer           | Niet bekend    | 30   | 1     |
| 5   | NL   | Bart van Hintum     | ADO Den Haag        | Transfer           | Niet bekend    | 193  | 12    |

#### Statistieken transfers zomer
| Gekochte spelers | Verkochte spelers | Gehuurde spelers | Verhuurde spelers | Spelers terug van verhuurperiode | Spelers einde van huurperiode | Transfervrij aangetrokken spelers | Transfervrij vertrokken spelers | Doorgestroomde jeugdspelers |
| ---------------- | ----------------- | ---------------- | ----------------- | -------------------------------- | ----------------------------- | --------------------------------- | ------------------------------- | --------------------------- |
| 3                | 7                 | 4                | 0                 | 2                                | 2                             | 7                                 | 10                              | 0                           |

### Winter

#### Aangetrokken
| Nr. | Nat. | Naam                    | Van        | Type            | Contract     | Transfersom | Bijzonderheid |
| --- | ---- | ----------------------- | ---------- | --------------- | ------------ | ----------- | ------------- |
| 50  | BG   | Filip Krastev           | Lommel SK  | Op huurbasis    | 30 juni 2024 | n.v.t.      |               |
| 22  | NL   | Kaj de Rooij            | Clubloos   | Op amateurbasis | 30 juni 2024 | n.v.t.      |               |
| 8   | NL   | Silvester van der Water | SC Cambuur | Op huurbasis    | 30 juni 2024 | n.v.t.      |               |

#### Vertrokken
| Nr. | Nat. | Naam          | Naar            | Type               | Transfersom | Wed. | Dlpt. |
| --- | ---- | ------------- | --------------- | ------------------ | ----------- | ---- | ----- |
| 19  | ES   | Nico Serrano  | Athletic Bilbao | Einde huurcontract | n.v.t.      | 11   | 0     |
| 8   | NL   | Dean Huiberts | Beerschot VA    | Op huurbasis       | n.v.t.      | 98   | 7     |
| 3   | DE   | Luis Görlich  | Bryne FK        | Transfervrij       | n.v.t.      | 19   | 4     |

#### Statistieken transfers winter
| Gekochte spelers | Verkochte spelers | Gehuurde spelers | Verhuurde spelers | Spelers terug van verhuurperiode | Spelers einde van huurperiode | Transfervrij aangetrokken spelers | Transfervrij vertrokken spelers | Doorgestroomde jeugdspelers |
| ---------------- | ----------------- | ---------------- | ----------------- | -------------------------------- | ----------------------------- | --------------------------------- | ------------------------------- | --------------------------- |
| 0                | 0                 | 2                | 1                 | 0                                | 1                             | 1                                 | 1                               | 0                           |

## Voetnoten
Ajax ·
Almere City FC ·
AZ ·
Excelsior Rotterdam ·
Feyenoord ·
Fortuna Sittard ·
Go Ahead Eagles ·
sc Heerenveen ·
Heracles Almelo ·
N.E.C. ·
PEC Zwolle ·
PSV ·
RKC Waalwijk ·
Sparta Rotterdam ·
FC Twente ·
FC Utrecht ·
Vitesse ·
FC Volendam